# Emil von Schwartzkoppen
Ferdinand Emil Karl Friedrich Wilhelm von Schwartzkoppen (* 15. Januar 1810 in Obereimer; † 5. Januar 1878 in Stuttgart) war ein preußischer General der Infanterie.

## Leben

### Herkunft
Emil von Schwartzkoppen entstammte der um 1500 erstmals in Braunschweig urkundlich genannten Bürgerfamilie Swartekop, deren Mitglieder im Jahr 1688 in den Reichs- sowie erbländisch-österreichischen rittermäßigen Adelsstand erhoben wurden. Er war der Sohn des preußischen Oberforstmeisters und Kammerherrn Ernst August Friedrich von Schwartzkoppen (* 27. Mai 1776; † 17. Februar 1827 in Arnsberg) aus Königslutter und dessen Ehefrau Marie Therese Charlotte, geborene Marschall von Bieberstein (* 17. August 1775; † 25. März 1842) aus Wallerstein.

### Militärkarriere
Schwartzkoppen besuchte das Gymnasium Laurentianum in Arnsberg und trat nach dem Schulabschluss am 10. Januar 1826 in die Preußische Armee ein. Seine erste Einheit war das 30. Infanterie-Regiment in Trier und Luxemburg. Er wurde im Jahr 1829 Sekondeleutnant und später Bataillons- bzw. Regimentsadjutant. Im Jahr 1841 wurde er Adjutant in der Kommandantur der Festung Luxemburg. 1846 erfolgte seine Beförderung zum Hauptmann mit der Verwendung als Kompaniechef im 36. Infanterie-Regiment. 1847 erfolgt die Versetzung zum 2. Infanterie-Regiment.
Seine erste Kampferfahrung sammelte er mit diesem Regiment 1848 während der Straßenkämpfe in Berlin und anschließend im Krieg gegen Dänemark. Am 23. April wurde er beim Sturm auf die Annettenhöhe in der Schlacht bei Schleswig verwundet. Trotz einer Resektion konnte sein rechter Arm nach mehreren Operationen durch den Chirurgen Bernhard von Langenbeck gerettet werden und funktionsfähig bleiben. Seine weitere militärische Karriere in verschiedenen Funktionen machten ihn am 1. Juli 1860 zum Oberst und Kommandeur des neu gegründeten 6. Westfälischen Infanterie-Regiments Nr. 55. Mit diesem Regiment war er im Deutsch-Dänischen Krieg am 18. April 1864 am Sturm auf die Düppeler Schanzen beteiligt.
Nach dem Krieg wurde er noch 1864 zum Generalmajor befördert und zum Kommandeur der 27. Infanterie-Brigade ernannt. Mit dieser war er Teil der Elbarmee im Deutschen Krieg und marschierte ins Königreich Böhmen ein. In der Schlacht bei Königgrätz erhielt er für die Erstürmung des Ortes Problus den Orden Pour le Mérite. Am 30. Oktober 1866 erfolgte seine Versetzung als Kommandeur zur neu aufgestellten 18. Division in Flensburg. Am 10. August 1867 übernahm er die 19. Division in Hannover und wurde zum Jahreswechsel zum Generalleutnant befördert.

#### Deutsch-Französischer Krieg
Die 19. Division war 1870 im Deutsch-Französischen Krieg Teil des X. Korps bei der 2. Armee. Der erste große Einsatz fand in der Schlacht von Mars-la-Tour statt. Schwartzkoppen war mit seiner Division auf den Kampflärm zumarschiert und griff mit zwei seiner Regimenter (zusammen eine Brigade) aus der Bewegung heraus an, ohne das Gelände oder Stärke und Position des Gegners aufgeklärt zu haben. Seine Soldaten hatten einen Marsch von zwölf Stunden hinter sich und waren entsprechend erschöpft. Er ging davon aus, dass der Angriff gegen die französische Flanke erfolgen würde, es war jedoch das Zentrum des IV. französische Korps (Ladmirault).
Die beiden Regimenter gerieten beim Angriff auf die Höhen von Bruville dabei ins Kreuzfeuer zweier französischer Divisionen (Grenier und Cissey). Innerhalb von weniger als 30 Minuten erlitten seine Regimenter einen Verlust von 2600 Mann und musste sich völlig geschlagen zurückziehen. Diese Verluste entsprachen 60 % der Gesamtstärke, 45 % aller Soldaten der Regimenter waren gefallen, darunter der Brigadegeneral von Wedell und die beiden Regimentskommandeure. Die Soldaten hatten es dabei noch nicht einmal geschafft, die französischen Truppen in Schussreichweite ihrer Gewehre zu bekommen.
Nur einem Kavallerieangriff zur Entlastung war es zu verdanken, das die Regimenter nicht sofort völlig aufgerieben wurden, sondern sich vom Gegner lösen konnten. Ein Gegenangriff der Franzosen wurde nur mit einer Brigade ausgeführt und konnte deshalb zurückgeschlagen werden, als die Franzosen dabei in die Reichweite der deutschen Gewehre kamen.

#### Nachkriegsjahre
Nach dieser Schlacht war er erkrankt und wurde in diesem Krieg nicht weiter verwendet. Nach dem Frieden von Frankfurt wurde er zunächst Militärgouverneur von Berlin und erhielt das Kommando über die Landesgendarmerie. Im Jahr 1873 erfolgte seine Beförderung zum General der Infanterie und er übernahm ab dem 24. Dezember 1874 als Kommandierender General des XIII. (Königlich Württembergisches) Armee-Korps. In dieser Stellung starb Schwartzkoppen dort am 5. Januar 1878.
Nach seinem Tod wurde er nach Merseburg überführt und dort am 8. Januar 1878 beigesetzt.

### Auszeichnungen
Für seine langjährigen Verdienste wurde Schwartzkoppen mehrfach ausgezeichnet. So erhielt er u. a. folgende Orden und Ehrenzeichen:
- Großkreuz des Friedrichs-Ordens am 19. März 1872
- Großkreuz des Ordens vom Zähringer Löwen mit Schwertern am 13. Mai 1873
- Großkomtur des Königlichen Hausordens von Hohenzollern am 2. September 1873
- Großkreuz des Roten Adlerordens mit Eichenlaub und Schwertern am Ringe am 23. September 1876
- Großkreuz des Ordens der Württembergischen Krone am 28. September 1876

Anlässlich seines 50-jährigen Dienstjubiläums wurde Schwartzkoppen Chef des 8. Westfälischen Infanterie-Regiments Nr. 57. Er hatte zudem auch die Erlaubnis erhalten, die württembergische Generalsuniform zu tragen.

### Familie
In erster Ehe heiratete Schwartzkoppen am 4. August 1840 in Fischbek Anna Marie Luise von Ditfurth (* 27. September 1816 in Danzig; † 15. April 1865 in Düsseldorf), die Tochter des späteren preußischen Generals der Infanterie Wilhelm von Ditfurth, Gutsherr auf Gut Dankersen bei Rinteln, und der Florentine von Brederlow. Dieser Ehe gingen folgende Kinder hervor:
- August Wilhelm Louis Arthur Hans (* 25. November 1842 in Luxemburg)
- Helene Florentine Mathilde Antoinette Franziska Agnes (* 1. November 1846 in Saarlouis) ⚭ Anton von Alvensleben, Herr auf Redekin
- Kuno Klemens (* 23. Februar 1848)
- Maximilian (1850–1917), preußischer General der Infanterie à la suite des Kaiser Franz Garde-Grenadier-Regiment Nr. 2.
- Bartold (* 1860)

Vier Jahre nach dem Tod seiner ersten Ehefrau heiratete er am 29. Juli 1869 in Merseburg Christiane Marie Hildegard von Brederlow (* 13. Dezember 1833 in Halberstadt; † 31. März 1916 in Merseburg), aus dem Haus Tragarth bei Merseburg, die Tochter des preußischen Generalmajors Bonaventura von Brederlow und der Karoline, geborene von Branconi. Dieser zweiten Ehe entstammen zwei Söhne:
- Erich (1870–1919), Hofmarschall der Prinzen Heinrich und Wilhelm von Preußen (der spätere deutsche Kaiser Wilhelm II.)
- Friedrich Wilhelm Tido Georg Karl Anton (* 23. Februar 1874 in Stuttgart), preußischer Oberst